# 安吉鎬
安吉鎬（韓語：안길호），韓國電視劇導演，2022年以《The Glory》(黑暗榮耀)走紅，該劇第二季結束後，被踢爆1996 年在菲律賓留學時參與過校園霸凌事件， 安吉鎬起初否認，神隱三天後改口承認有錯，並發表了正式道歉文。

## 作品列表

### 電視劇
- 2014年：SBS Plus《女人漫畫皮鞋》
- 2014年：SBS《就要相愛》
- 2015年：SBS Plus《為你點餐》
- 2015年：SBS《Mrs. Cop》
- 2016年：SBS《我女婿的女人》
- 2017年：tvN《秘密森林》
- 2018年：tvN《阿爾罕布拉宮的回憶》
- 2019年：OCN《Watcher》
- 2020年：tvN《青春紀錄》
- 2021年：tvN《Happiness》
- 2022年：Netflix《The Glory》(黑暗榮耀)
- 2025年：Prime Video《和我老公結婚吧》(日劇初執導)[1]

## 外部連結
- NAVER

1. ↑  . ORICON NEWS. 2025-04-23  [2025-04-28]. （原始内容存档于2025-04-28） （日语）.